# Cranioleuca dissita
A Cranioleuca dissita a madarak (Aves) osztályának verébalakúak (Passeriformes) rendjébe és a fazekasmadár-félék (Furnariidae) családjába tartozó faj.

## Rendszerezése
A fajt Alexander Wetmore amerikai ornitológus írta le 1957-ban, a mocsári ágjáró (Cranioleuca vulpina) alfajaként Cranioleuca vulpina dissita néven, egyes szervezetek jelenleg is ide sorolják.

## Előfordulása
Közép-Amerikában, Panamához tartozó  Coiba-szigetén honos. Természetes élőhelye szubtrópusi és trópusi síkvidéki esőerdők és mocsári erdők. Állandó nem vonuló faj.

## Természetvédelmi helyzete
Az elterjedési területe nagyon kicsi, egyedszáma 9000-17000 példány közötti és növekszik. A Természetvédelmi Világszövetség Vörös listáján nem fenyegetett fajként szerepel.